# Velika Ostrna
 Velika Ostrna  falu Horvátországban Zágráb megyében. Közigazgatásilag Dugo Selóhoz tartozik.

## Fekvése
Zágrábtól 23 km-re keletre, községközpontjától  4 km-re délkeletre fekszik.

## Története
Ostrna első írásos említése még birtokként a 16. század közepén történt. A bozsjákói uradalomhoz tartozott, de voltak itt birtokai a Papratovich, a Horvat, a Scsitaroczi és a Furmatich családoknak is. 1573-ban a Tahy család birtokaként "Also Oszterna" alakban bukkan fel. 1630-as egyházi vizitációban a dugo seloi Szent Márton plébániához tartozó faluként említik. Az 1642-es vizitáció már Donja Ostrnaként említi, míg 1669-ben "Oszternia Dolnia"ként szerepel. 
A falunak 1857-ben 202, 1910-ben 446 lakosa volt. Trianonig Zágráb vármegye Dugoseloi járásához tartozott. Önkéntes tűzoltóegylete 1929-ben alakult. 2001-ben 1043 lakosa volt. 

## Lakosság
| Lakosság változása | Lakosság változása | Lakosság változása | Lakosság változása | Lakosság változása | Lakosság változása | Lakosság változása | Lakosság változása | Lakosság változása | Lakosság változása | Lakosság változása | Lakosság változása | Lakosság változása | Lakosság változása | Lakosság változása |
| ------------------ | ------------------ | ------------------ | ------------------ | ------------------ | ------------------ | ------------------ | ------------------ | ------------------ | ------------------ | ------------------ | ------------------ | ------------------ | ------------------ | ------------------ |
| 1857               | 1869               | 1880               | 1890               | 1900               | 1910               | 1921               | 1931               | 1948               | 1953               | 1961               | 1971               | 1981               | 1991               | 2001               |
| 202                | 229                | 253                | 319                | 372                | 446                | 435                | 424                | 458                | 463                | 478                | 451                | 473                | 610                | 1043               |

## Külső hivatkozások
- Dugo Selo város hivatalos oldala
- Dugo Selo oldala
- Dugo Selo információs portálja
- Dugoselska Kronika